# ZDF 호이테
ZDF heute(ZDF 호이테)는 독일의 공영 방송 ZDF의 뉴스 프로그램이다. 'heute'(호이테)는 독일어로 '오늘'을 뜻한다.

## 개요
본 방송은 매일 오후 7시에 약 20분간 방송한다. 독일 및 유럽, 세계의 정치 뉴스를 중심으로 하여 이외에 문화 생활, 엔터테인먼트, 스포츠, 프랑크푸르트 증권 거래소 시황도 방송한다. 그리고 광고를 잠시 보낸 후 오후 7시 22분 즈음에 날씨를 방송한다. 3sat에서도 재송출되고 있으며, 시사교양 채널인 Pheonix에서는 수화 버전으로 재송출한다.
자매 프로로 오후 9시 45분 ~ 10시 15분에 방송되는 심층 보도 프로그램인 'heute-journal'이 있다. heute-journal은 보도 채널인 ZDFinfo에서 심야 시간대에 재방송을 하기도 한다.
본 방송인 heute는 경쟁 프로그램인 ARD의 Tagesschau에 다른 시간대임에도 시청률이 밀리는 모습을 보이고 있으나, 심층 보도 프로그램인 heute-journal(호이테조날)은 경쟁 프로그램인 ARD의 tagesthemen(타게스테멘)의 시청률이 높으며 특히 본 방송 heute의 시청률을 능가하기도 한다.
프로그램 시작 시 나오는 특유의 음은 h-e-u-t-e를 모스 부호로 표현한 것이다.

## 역사
첫 방송은 1963년 4월 1일이었으며, 당시에는 오후 7시 30분 ~ 오후 8시간 방송되었으나, 1965년 2월 1일 heute(19:30~19:45), themen des tages(19:45~20:00)로 나뉘어 1969년 1월 1일까지 방송되었다. 1973년부터 지금의 오후 7시에 방송되고 있다. heute-journal은 1978년 1월 2일부터 방송을 시작하였다.
2009년 7월 17일부터는 새로 갖춘 가상 스튜디오로 진행하고 있다.